# Jordanes
Jordanes (auch: Jornandes, Jordanis, Iordanes, Iordanis; † nach 552) war ein spätantiker römisch-gotischer Gelehrter und Geschichtsschreiber des 6. Jahrhunderts, der eine erhaltene Geschichte der Goten geschrieben hat, die Getica.

## Leben
Über Jordanes’ Leben ist wenig bekannt. Er stammte offenbar aus dem Balkanraum und beherrschte neben Latein auch Griechisch. Aus seinem Werk geht hervor, dass er Kontakte mit der senatorischen Oberschicht des oströmischen Reiches pflegte. Bevor er sich an die Niederschrift seiner Werke machte, war er als Sekretär (notarius) eines hochrangigen römischen Generals, des magister militum per Thraciam, tätig.

## Werke
Der im frühen 6. Jahrhundert über Italien herrschende Ostgotenkönig Theoderich der Große beauftragte um 520 den römischen Senator Cassiodor mit einer Niederschrift der Geschichte der Goten. Dieses Werk in 12 Büchern wurde jedoch erst nach dem Tod Theoderichs (526) veröffentlicht. In Kenntnis dieses Werks, das er aber nach eigener Aussage nur drei Tage lang einsehen konnte, schrieb dann um die Jahrhundertmitte Jordanes in Konstantinopel eine eigene, stark gekürzte Version. Diese ergänzte er teilweise durch andere Quellen (unter anderem Ablabius) und um aktuelle Ereignisse – inzwischen hatte der oströmische Kaiser Justinian zwei Kriege gegen die Goten geführt, und die Eroberung Italiens stand kurz vor dem Abschluss. Jordanes’ Version, De origine actibusque Getarum (Theodor Mommsen), kurz Getica, blieb der Nachwelt erhalten; Cassiodors Gotengeschichte hingegen ging verloren.
Jordanes’ in lateinischer Sprache verfasste Getica (offenbar abgeschlossen bis zum 31. März 551 und veröffentlicht 551/52) gehören zu den wichtigsten Quellen zur gotischen Geschichte. Mit dem Werk sind allerdings mehrere Probleme verbunden. Bei Bewertung der Getica ist beispielsweise zu beachten, dass politische Gründe bei ihrer Niederschrift eine Rolle spielten: Zum einen die wohl bereits bei Cassiodor angelegte Monopolisierung der gotischen Geschichte durch die amalischen Ostgoten. Zum anderen der Versuch, die gotische Historie nun zu einem Teil der römischen werden zu lassen; in diesem Sinne schrieb Jordanes auch nicht aus gotischer, sondern eher aus (ost-)römischer Perspektive. Moderne Gelehrte, besonders Arne Søby Christensen, Peter J. Heather und Michael Kulikowski, haben sehr eindringlich auf die Schwierigkeiten bei der Verwendung der Getica als Quelle für die gotische Geschichte, zumal für die Frühzeit, hingewiesen.
Jordanes behauptet etwa, die Goten würden ursprünglich aus Skandinavien stammen (wohl in Anlehnung an Cassiodor). Es handelt sich dabei jedoch um einen Topos; archäologisch findet seine Darstellung, wonach es zu einer größeren Wanderung gekommen sei, was lange Zeit auch von der modernen Forschung akzeptiert wurde, nach heutigem Stand der Wissenschaft keinen Rückhalt. Jordanes erzählt zudem, die Goten seien identisch mit den den antiken Hochkulturen schon lange vertrauten Geten (ein thrakischer Volksstamm). Derlei Ableitungen waren für die griechisch-römische Ethnographie typisch. Dieser offensichtliche Irrtum erklärt auch den Titel Getica (zum Herkunftsmythos vgl. auch Origo gentis). Des Weiteren war Jordanes wie viele andere griechische und römische Geschichtsschreiber der Meinung, die Goten gehörten zum Volk der Skythen, was aber ebenfalls der Tradition der antiken Historiographie geschuldet war, nach welcher der Begriff Skythen auf fast alle „barbarischen“ Völker angewandt wurde, die im Raum des Schwarzen Meeres auftauchten. Auch der Stammbaum der Amaler (Getica, 79) ist eine gelehrte Konstruktion, die wohl bereits auf Cassiodor zurückgeht. Jordanes’ Bericht über die späteren Phasen der gotischen Geschichte wird in der jüngeren Forschung hingegen oft positiver bewertet als früher. Allerdings enthält das Werk fraglos auch hier einige faktische Fehler.
In der Forschung ist außerdem unter anderem umstritten, in welchem Ausmaß die Getica den Inhalt von Cassiodors Geschichtswerk wiedergeben. Walter A. Goffart vertritt den Standpunkt, dass die Getica weitgehend ein Produkt des Jordanes seien, der zwar Cassiodor und andere Quellen benutzt habe, allerdings den Stoff umgestellt und stark mit eigenen Wertungen angereichert habe, so dass ein neues Werk entstand. Dem wird von anderen Forschern entgegengehalten, dass dies der Selbstaussage des Jordanes widerspricht und auch inhaltlich kein zwingender Grund besteht, daran zu zweifeln, dass Jordanes vor allem das Geschichtswerk Cassiodors als Hauptvorlage gedient hat, wenngleich er offensichtlich ergänzend andere Quellen (direkt oder indirekt) benutzt hat. In der neuesten Forschung wird dabei vor allem aufgrund von Stilvergleichen mit den erhaltenen Texten Cassiodors angenommen, dass Jordanes sich wohl enger an seine Vorlage gehalten hat, als er in den Getica behauptet. Eindeutige Aussagen sind aber nicht immer möglich, zumal es oft unsicher ist, ob Entlehnungen von anderen Autoren (wie vielleicht aus den Werken des Dexippos) auf Jordanes selbst zurückgehen oder ob dies bereits im Werk Cassiodors zu finden war.
Jordanes verfasste vor den Getica auch eine Weltchronik, an die sich eine römische Geschichte von der Zeit des Augustus bis ins 24. Regierungsjahr des oströmischen Kaisers Justinian anschloss (die so genannte Historia Romana). Letztere hatte ebenfalls eine etwas ältere Vorlage, vermutlich (aber nicht sicher) das gleichnamige Werk des jüngeren Symmachus, das wie die Gotengeschichte Cassiodors heute verloren ist und auf das Jordanes auch in den Getica zurückgriff. Es gilt als wahrscheinlich, dass die Historia Romana ein konzeptionelles Ganzes mit den Getica bilden sollte.

## Bajuwaren
Jordanes gilt als früheste erhaltene Quelle, in der die natio der Bajuwaren erwähnt wird, nämlich als Nachbarn der Sueben (d. h. Alamannen), östlich des Lechs.

## Ausgaben / Übersetzungen
- Theodor Mommsen (Hrsg.): Auctores antiquissimi 5,1: Iordanis Romana et Getica. Berlin 1882 (Monumenta Germaniae Historica, Digitalisat)
- Francesco Giunta, Antonino Grillone: Iordanis de origine actibusque Getarum. Istituto Storico Italiano per il Medio Evo, Rom 1991 (Fonti per la Storia d’Italia, 117).
- Hans-Werner Goetz, Steffen Patzold, Karl-Wilhelm Welwei: Die Germanen in der Völkerwanderung. Auszüge aus den antiken Quellen über die Germanen von der Mitte des 3. Jahrhunderts bis zum Jahre 453 n. Chr. Ausgewählte Quellen zur Deutschen Geschichte des Mittelalters, Freiherr-vom-Stein Gedächtnisausgabe. Teil I. Darmstadt 2006; Teil II Darmstadt 2007. [umfangreiche Auszüge mit deutscher Übersetzung]
- Lieve Van Hoof, Peter Van Nuffelen (Hrsg./Übers.): Jordanes. Romana and Getica (= Translated Texts for Historians. Band 75). Liverpool University Press, Liverpool 2020.
- Alexander Heine (Hrsg.): Jordanis Gotengeschichte nebst Auszügen aus seiner Römischen Geschichte. Übersetzt von Wilhelm Martens. Dunker, Leipzig 1884 (Digitalisat); Dyk, Leipzig 1913; Phaidon, Essen/Stuttgart 1985/1986, ISBN 3-88851-076-7.
- Jordanes: Die Gotengeschichte. Übersetzt, eingeleitet und erläutert von Lenelotte Möller. Marix, Wiesbaden 2012, ISBN 978-3-86539-288-6